# Fanhões
Fanhões es una freguesia portuguesa del concelho de Loures, con 11,62 km² de superficie y 2.698 habitantes (2001). Su densidad de población es de 232,2 hab/km².

## Galería

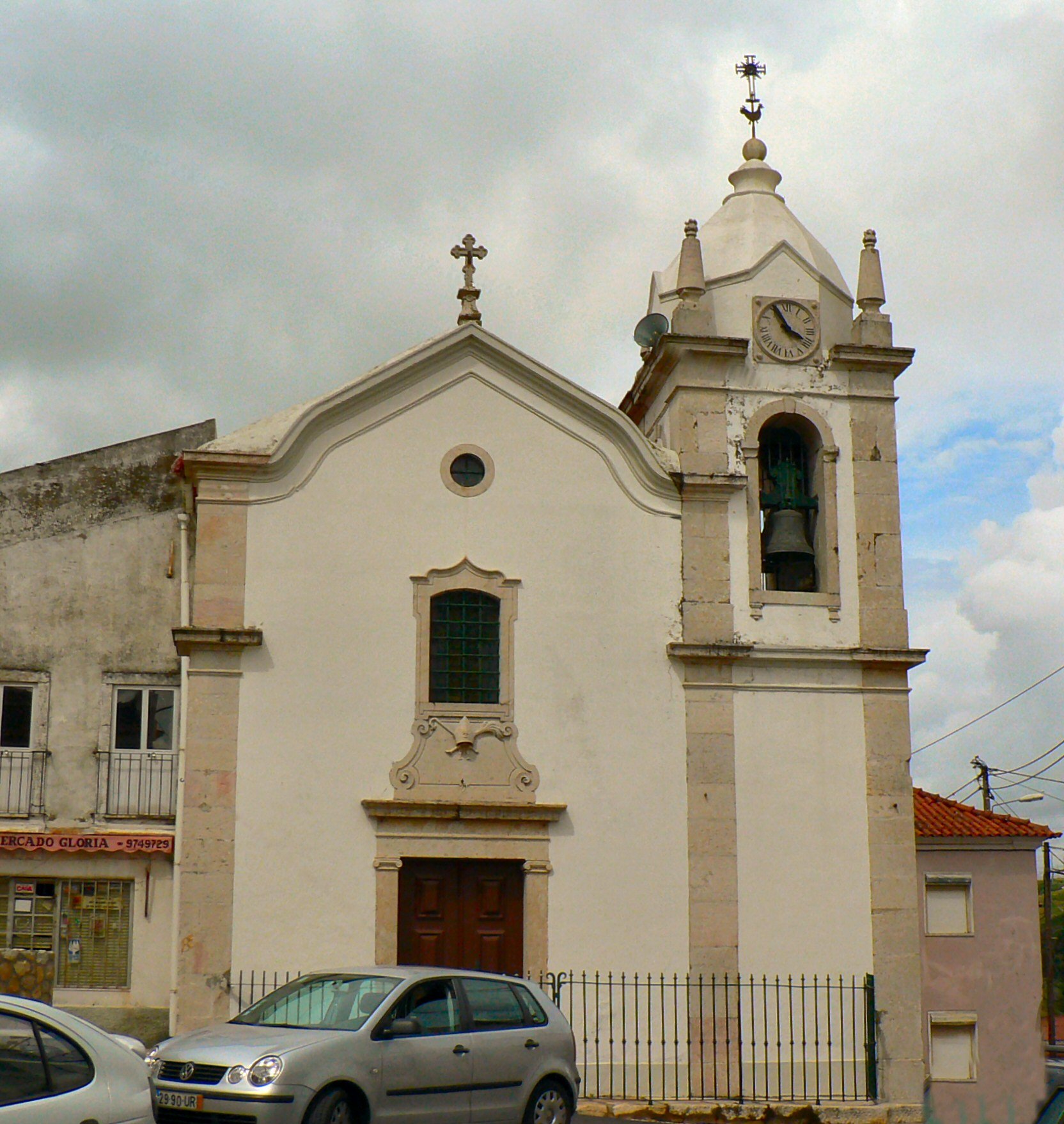
Iglesia Matriz de Fanhões